# Theridion betteni
Theridion betteni là một loài nhện trong họ Theridiidae.
Loài này thuộc chi Theridion. Theridion betteni được miêu tả năm 1960 bởi Wiehle.